# Нуево Ларедо
Нуево Ларедо (шп. Nuevo Laredo) је град у Мексику у савезној држави Тамаулипас. Према процени из 2005. у граду је живело 348.387 становника.

## Становништво
Према подацима са пописа становништва из 2010. године, град је имао 373.725 становника.
| 1990.   | 1995.   | 2000.   | 2005.   | 2010.   |
| ------- | ------- | ------- | ------- | ------- |
| 218.413 | 273.797 | 308.828 | 348.387 | 373.725 |